# Fort Rock
Le Fort Rock est un cône de tuf volcanique, situé dans le nord du comté de Lake, dans l'Oregon, aux États-Unis.
De forme circulaire avec un diamètre d'environ 1 360 mètres, il s'élève au maximum de 105 mètres au-dessus de la plaine environnante. Ses parois verticales le font ressembler aux murailles d'un fort, d'où son nom.

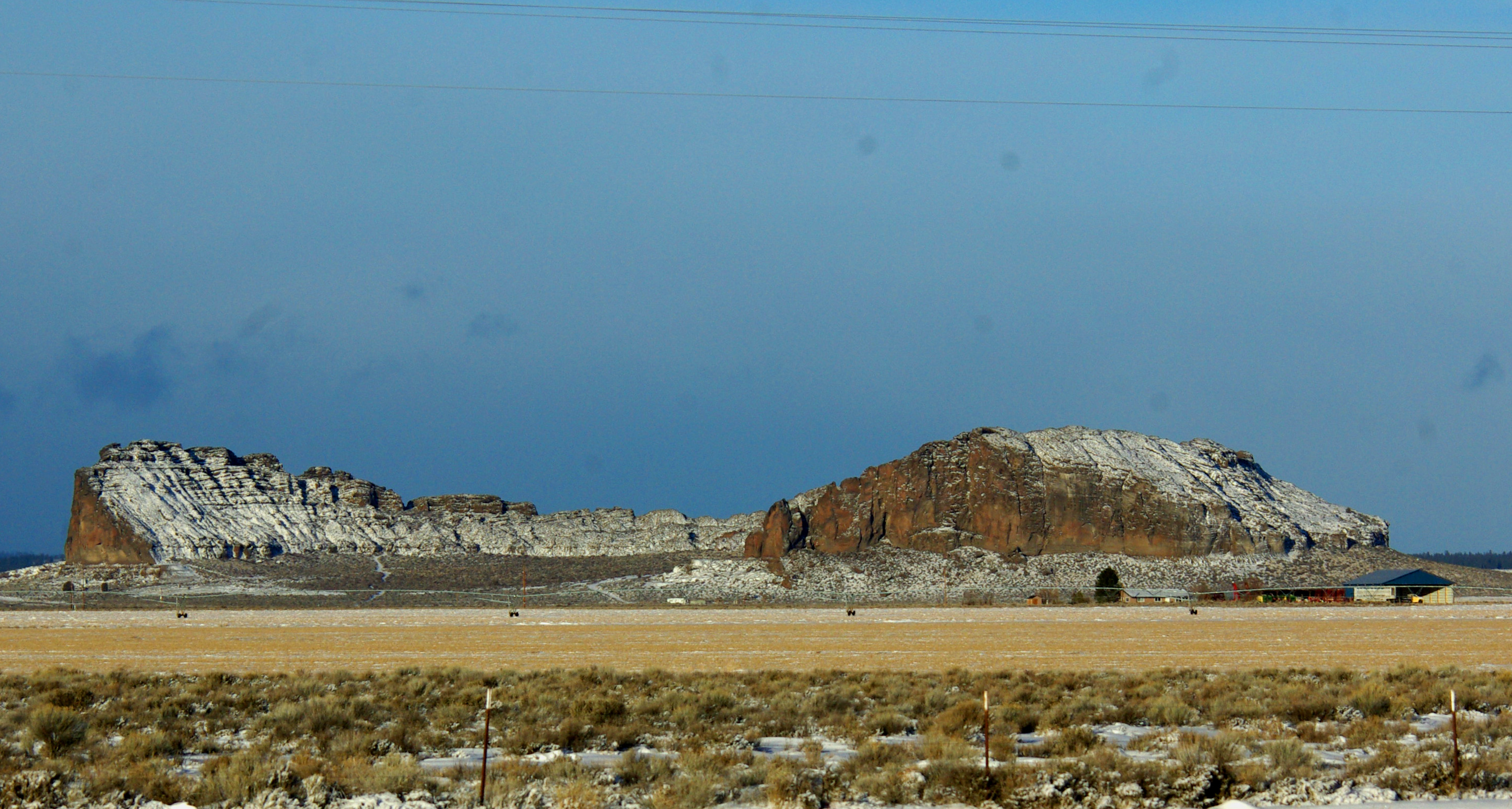
Le Fort Rock enneigé.